# Belorusi
Belorusi so Vzhodni Slovani, ki živijo na področju današnje Belorusije; pomembne manjšine so na Poljskem, v Latviji, Litvi, Rusiji in Ukrajini. Trenutno je približno 10 milijonov Belorusov.
Govorijo beloruščino.

## Seznami Belorusov
- Politiki
- Atleti
- Biatlonci
- Tenisači
- Hokejisti na ledu
- Pisatelji
- Pesniki
- Slikarji
- Nogometaši
- Smučarski tekači
- Smučarski skakalci
- Generali
- Novinarji
- Smučarji
- Kardinali